# Teopantecuanitlan

Uno dei quattro grandi monoliti in stile olmeco che accolgono i turisti di El Recinto

Teopantecuanitlan è un sito archeologico situato nello stato messicano di Guerrero, esempio di sviluppo inaspettatamente precoce in questa regione di una società complessa. 
Il sito viene datato al primo o medio periodo formativo, e le prove archeologiche dimostrano chiaramente l'esistenza di connessioni tra Teopantecuanitlan e la terra degli Olmechi sulla Costa del Golfo degli Stati Uniti. Prima della scoperta di Teopantecuanitlan nei primi anni degli anni ottanta si sapeva poco dello sviluppo socioculturale e dell'organizzazione esistente durante il periodo formativo della Mesoamerica.

## Posizione geografica
Teopantecuanitlan si trova nello Stato di Guerrero, situata alla confluenza dei fiumi Amacuzac e Balsas, e ad 8 km da dove l'Amacuzac si immette nel Balsas. Teopantecuanitlan occupa circa tra 1,6 e 2 km², e si trova ai piedi di una collina che si eleva 200 metri sopra al sito.
Teopantecuanitlan era il centro della regione che comprendeva Oxtotitlán, Juxtlahuaca, Xochipala, Zumpango del Río e Chilpancingo.

## Arte ed architettura
Teopantecuanitlan fu occupata tra il 1400 a.C. ed il 500 a.C., periodo diviso generalmente in quattro fasi, con il picco della popolazione e la complessità del sistema raggiunti durante la seconda fase, tra il 1000 e l'800 a.C. L'insediamento consisteva in gran parte di edifici residenziali caratterizzati da quattro strutture disposte attorno ad un cortile o piazza condivisa. Le strutture stesse erano fatte di materiale deperibile, costruite su fondamenta in pietra. Artefatti importati costruiti con conchiglie ed ossidiana, così come le ceramiche olmeche, sono stati trovati nei vari complessi residenziali. Questi oggetti forniscono le prove del fatto che la comunità di Teopantecuanitlan faceva parte di una rete interregionale che collegava la costa del Golfo alle alture del Messico centrale.

### Patio affondato
Oltre alle aree residenziali, Teopantecuanitlan è interessante per la sua architettura monumentale, l'arte, le terrazze agricole, ed in particolare per una delle prime strutture cerimoniali civili della Mesoamerica, El Recinto, noto anche come il Patio affondato, costruito durante la seconda fase (1000-800 a.C.). Il Patio affondato prende il nome dal fatto di trovarsi 2 metri sotto al normale livello del suolo, eretto su una base di argilla gialla e ornato da blocchi di travertino. 
Quattro monumenti in travertino, pressoché identici, adornano i lati orientale ed occidentale del Patio affondato. Questi blocchi sono scolpiti in modo da raffigurare creature antropomorfe, probabilmente giaguari Olmechi con occhi a mandorla e bocche rivolte verso il basso. Si tratta di monumenti pesanti da 3 a 5 tonnellate citate nel nome dato al sito dall'archeologo Guadalupe Martinez Donjuán, Teopantecuanitlan, termine nahuatl per "luogo del tempio del giaguaro". Secondo Martinez Donjuán queste sculture si trovano lì per segnare l'equinozio ed il solstizio, e "simobleggiano le forze opposte che governano il mondo".
Il muso di uno di questi monumenti (Monumento 2) contiene simboli che Martinez Donjuán interpreta come "10 Fiore". Se questa interpretazione è corretta si tratterebbe del più antico riferimento conosciuto ad un calendario mesoamericano. 
Il sito archeologico contiene anche due campi del gioco della palla. Uno piccolo si trova nel Patio affondato mentre l'altro si trova 900 metri a nord-est. Ad un'estremità di quello piccolo si trova una sauna costruita in adobe. Questa sauna era probabilmente usata come ritrovo sociale delle classi agiate di Teopantecuanitlan.

### Altre caratteristiche
Teopantecuanitlan è anche la più antica diga mesoamericana conosciuta. Questa diga fu costruita attorno al 1200 a.C. con rocce grezze non tagliate. Sfrutta la gravità per portare l'acqua all'interno del terreno agricolo. Anche alcuni canali, fatti con grandi pietre piatte, si trovano a Teopantecuanitlan. Questi canali permettevano la coltivazione domestica delle piante tramite un sistema di irrigazione. Evitavano anche i danni causati dall'erosione, e le acque che fuoriuscivano venivano usate come fogna.
Il sito è anche uno dei primi conosciuti in Mesoamerica ad utilizzare una tecnica architettonica nota come arco a mensola. Questa volta permetteva i soffitti molto alti senza l'uso di pietre tagliate con forma trapezoidale. Venivano usate nelle antiche strutture quali le tombe delle classi potenti ed i templi.  
La società di Teopantecuanitlan non era paritaria, altrimenti certe strutture monumentali non sarebbero state costruite. Vi era un capo che controllava la costruzione di queste strutture, che insegnava ai lavoratori e che assicurava la fornitura di tutte le risorse necessarie.

## Scoperta e scavi
Teopantecuanitlan fu scoperta da Martinez Donjuán nel 1983, in seguito a notizie di saccheggi in questo sito di Guerrero. Tra gli altri, fu aiutato anche da Christine Niederberger. Niederberger si preoccupò soprattutto delle aree residenziali note come zona Lomerios, o Tlacozotitlán.
Il sito di Teopantecuanitlan è aperto al pubblico dal martedì al sabato, dalle 10 alle 17.

## Influenza olmeca
L'influenza olmeca è visibile in molti dei monumenti di Teopantecuanitlan. Oltre ai quattro monumenti già discussi, lo stile olmeco si trova in tutto il resto del sito.
Vi sono molte teorie riguardo a come le decorazioni olmeche (anche le divinità) siano giunte a centinaia di chilometri dalla loro terra natale. Martinez Donjuán crede che le radici della cultura olmeca siano a Teopantecuanitlan, e che un gruppo di abitanti sia partito da qui per colonizzare quella che oggi è ritenuta la patria naturale degli Olmechi., e si tratta di una rivisitazione dell'ipotesi avanzata da Miguel Covarrubias. 
L'archeologo Michael D. Coe disse che la sua "opinione viene smentita dai vincoli ambientali" imposti dalle alture semi-aride dello Stato di Guerrero. La Niederberger trova influenze olmeche solo nell'architettura dei monumenti, mentre il resto deriverebbe secondo lei da fonti indigene.